# Romuald Chojnacki (piłkarz)
Romuald Chojnacki (ur. 6 lutego 1950 w Częstochowie) – polski piłkarz grający na pozycji napastnika.

## Życiorys
Jest wychowankiem Skry Częstochowa. W pierwszej lidze występował w Polonii Bytom, Ruchu Chorzów oraz Lechu Poznań. W barwach Ruchu w 1975 sięgnął po tytuł mistrza Polski. W tym samym sezonie dotarł z Ruchem do ćwierćfinału Pucharu Europy. W sezonie 1975/1976 klub odpadł w 1/8 finału Pucharu Europy. Strzelił jednego gola w zremisowanym 2ː2 meczu z Kuopion Palloseura. W I lidze wystąpił łącznie w 314 meczach, zdobywając 54 gole. 
W reprezentacji Polski debiutował w rozegranym 17 kwietnia 1974 spotkaniu z Belgią, drugi i ostatni raz zagrał w tym samym roku. Karierę zakończył po grze w klubach francuskich.

## Sukcesy

### Klubowe

#### Polonia Bytom
- III miejsce na Mistrzostwach Polskiː 1968/1969
- Finał Pucharu Polskiː 1972/1973

Ruch Chorzów
- Mistrzostwo Polskiː 1974/1975
- 1/4 finału Pucharu Europyː 1974/1975

#### Lech Poznań
- III miejsce na Mistrzostwach Polskiː 1977/1978
- Finał Pucharu Polskiː 1979/1980